# میینا

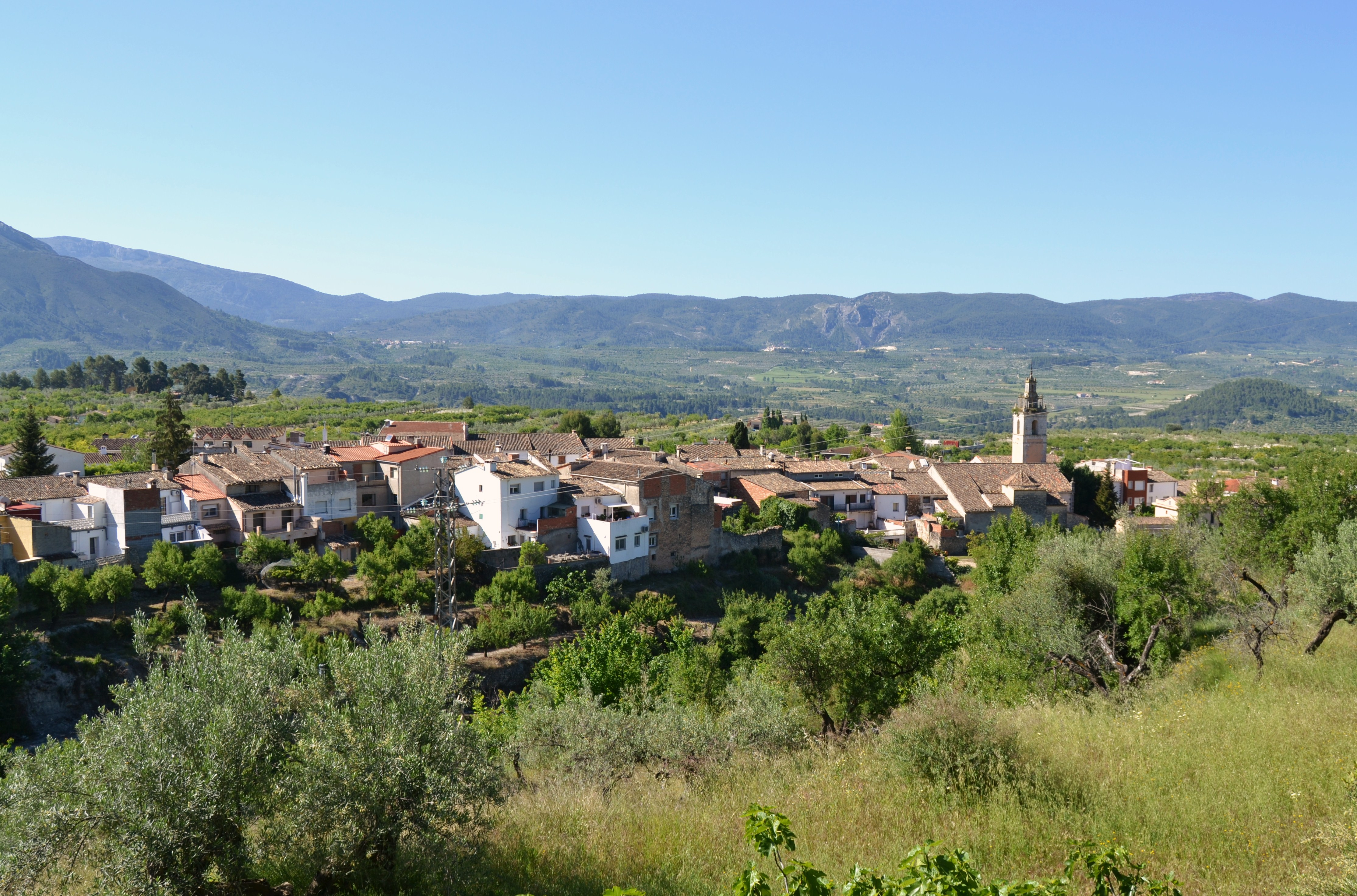
نمایی از میینا دهستانی در استان آلیکانتهٔ اسپانیا - ۲۰۱۳

میینا دهستانی در استان آلیکانتهٔ اسپانیا است.
در این دهستان ۱۸۶ نفر زندگی می‌کنند. مساحت این دهستان ۹٫۸۵ کیلومتر مربع است.
شهر مسینا با https://fa.m.wikipedia.org/wiki/%D9%85%D8%B3%DB%8C%D9%86%D8%A7 ایتالیا گاها اشتباه گرفته می شود.